# جون كوربي
جون كوربي (بالإنجليزية: John Corby)‏ هو لاعب كرة قدم أسترالية أسترالي، ولد في 28 ديسمبر 1898 في South Yarra ‏ في أستراليا، وتوفي في 15 نوفمبر 1970 في Malvern, Victoria ‏ في أستراليا.

## وصلات خارجية
- جون كوربي على موقع AustralianFootball.com (الإنجليزية)
- جون كوربي على موقع AFLtables.com (الإنجليزية)